# Guy Lefèvre de La Boderie
Guy Lefèvre de La Boderie, né le 9 août 1541 et mort le 10 juin 1598 au manoir de La Boderie à Sainte-Honorine-la-Chardonne, est un poète de la Renaissance, spécialiste des langues orientales et précepteur de la maison de Médicis. 

## Biographie

### Enfance et situation familiale
Guy Lefèvre de La Boderie est né en 1541 au manoir de La Boderie à Sainte-Honorine-la-Chardonne. Son père s'appelle Jacques Le Fèvre, seigneur de La Boderie, et sa mère Anne de Mombray. Guy Lefèvre a également plusieurs frères et sœurs nommés Anne, Nicolas, Pierre, Antoine, Hippocras et Jean. Dans son Élégie à La Boderie, il évoque ainsi son lieu de naissance : « Ô lieu plaisant, terre trois fois bénie,/ Où en naissant me reçut mon génie,/ En l'avant jour de saint Laurent lauré,/ Jà dès le bers de laurier entouré ». Il parle dans sa poésie de séjours qu'il fit dans sa jeunesse à Paris, à Lyon, à Mâcon et en Bretagne. 
Son frère Nicolas Le Fèvre de La Boderie (1550-1613), également orientaliste (notamment hébraïste), l'accompagne à Anvers en 1568. Il donne une traduction de Jean Pic de la Mirandole (L'heptaple, où en sept façons et autant de livres est exposée l'histoire des sept jours de la création du monde, 1578, dans le même volume que la traduction de L'harmonie du monde de son frère). En 1605, il obtient de changer son nom de famille Le Fèvre en de La Boderie. Leur frère Antoine (1555-1615) est secrétaire d'ambassade à Rome, ambassadeur de France à Bruxelles, puis à Londres (deux fois entre 1606 et 1611 puis membre du conseil des finances ; il est le beau-père de Robert Arnauld d'Andilly.

### Carrière personnelle
Il étudie les langues orientales, notamment l'hébreu et le syriaque, auprès de Guillaume Postel. Il participe à ce titre à la réalisation de la Bible polyglotte d'Anvers, de Benito Arias Montano et Christophe Plantin (1568 - 1571), aidant à la mise au point des caractères hébraïques et syriaques et fournissant sa traduction latine du Nouveau Testament syriaque qu'il réalise à partir d'un manuscrit rapporté d'Orient par Guillaume Postel en 1550. Il rédige aussi la Grammatica chaldaica et le Dictionarium syro-chaldaicum qui se trouve dans le sixième volume de l'ouvrage. Il publie d'autre part un autre texte, liturgique, qui se trouve dans le manuscrit de Postel (De ritibus baptismi et sacræ synaxis apud Syros christianos receptis liber, attribué à Sévère d'Antioche), avec le texte syriaque vocalisé, une traduction latine, et une translittération en caractères hébraïques en bas de page. Enfin, il produit une brève introduction au syriaque intitulée Syriacæ linguæ prima elementa.  
C'est également chez Plantin qu'il fait imprimer en 1571 un long poème en alexandrins, en huit parties, intitulé Encyclie des secrets de l'éternité : il prétend y démontrer l'existence de Dieu et l'immortalité de l'âme contre les athées, en développant une poésie mystique qui mêle des notions platoniciennes comme l'âme du monde ou l'harmonie des sphères au dogme catholique, et surtout en s'inspirant des spéculations cabbalistiques de son maître Postel sur la Sagesse créée avant toutes choses, sur le nom de Yahvé, sur la forme de l'univers symbolisée par le Tabernacle, sur la Vierge rédemptrice.
Il tombe gravement malade à Louvain, et frôle la mort. Revenu en France, il devient secrétaire (et « interprète aux langues étrangères ») du duc d'Alençon. Se mêlant au milieu des poètes comme Pierre de Ronsard, Jean-Antoine de Baïf, Jean Daurat, Jean Vauquelin de la Fresnaye, il publie notamment en 1578 La Galliade, ou de la révolution des arts et sciences, où il célèbre le retour en France des sciences anciennement bannies, et en 1582 les Divers mélanges poétiques. « Poète tout chrétien » selon Vauquelin de la Fresnaye, il fait paraître également de la poésie religieuse. En 1584, il publie une translittération du Nouveau Testament syriaque en caractères hébraïques avec sa traduction latine en interlignes (Novum Jesu Christi Testamentum syriace litteris hebraicis cum versione latina interlineari), les textes latins de la Vulgate et grec étant ajoutés en bas de page.
Il donne plusieurs traductions du latin (Cicéron, Marsile Ficin), de l'italien (Marsile Ficin), de l'espagnol. Il resta toujours fervent catholique, grand ennemi du protestantisme, et a peut-être fini dans les ordres, ne s'étant jamais marié. Il mourut dans sa propriété familiale et composa lui-même son épitaphe : « Tandisque j'ai vescu, j'ai toujours souhaité/ Non d'amasser trésors, mais chercher Vérité ».
Sa maitrise des langues et sa notoriété lui permettent d'être le précepteur des fils de Catherine de Médicis.

## Œuvres
- L'encyclie des secrets de l'éternité ., Anvers, Christofle Plantin, 1570, 342 p. (lire en ligne sur Gallica).
- Severi Alexandrini quondam patriarchae de ritibus baptismi et sacrae synaxis apud Syros christianos receptis liber, nunc primum in lucem editus Guidone Fabricio Boderiano interprete, Anvers, C. Plantini, 1572, traduit par Guy Le Fèvre de La Boderie
- Juan Andrés, Confusion de la secte de Muhamed, livre premièrement composé en langue espagnole, par Jehan André et tourné d'italien en françois par Guy Le Fevre de La Boderie, Paris, M. Le Jeune, 1574
- Jerónimo Muñoz, Traicté du nouveau comète et du lieu où ils se font, et comme il se verra par les parallaxes combien ils sont loing de la terre, et du pronostic d'iceluy, composé premièrement en espagnol par M. Hiéronyme Mugnoz, et depuis traduict en françoys par Guy Le Fèvre de La Boderie, plus un Cantique sur la dicte estoille ou apparence lumineuse, Paris, chez Martin Le Jeune, ruë Sainct Jean de Latran, à l'enseigne du Serpent, M. D. LXXIIII
- Bible syriaque ; Novum Domini Nostri Jesu Christi Testamentum syriace, Antverpiae, ex officina Christophori Plantini, ditio de Christophe Plantin, 1569-1572 connue sous le nom de Bible polyglotte d'Anvers, suit le texte syriaque éd. par Guy Le Fèvre de La Boderie
- Marsile Ficin, Discours de l'honneste amour sur le Banquet de Platon à la sérénissime royne de Navarre, traduits de toscan en françois par Guy Le Fèvre de La Boderie, Paris, J. Macé, 1578
- La Galliade, ou De la révolution des arts et sciences, Paris, G. Chaudière, 1578
- Hymnes ecclésiastiques, cantiques spirituels et autres meslanges poétiques, Paris, R. Le Mangnier, 1578
- L'harmonie du monde, divisée en trois cantiques ; œuvre singulier et plein d'admirable érudition, composé 1° en latin par François Georges, Vénitien, de la famille des frères Mineurs, et traduit et illustré par Guy Le Fèvre de La Boderie, 1578
- De la Nature des dieux de Marc. Tul. Cicéron, traduits en françois par Guy Le Fèvre de La Boderie, Paris, A. L'Angelier, 1581
- Marsile Ficin, Les trois livres de la vie : le I, pour conserver la santé des studieux ; le II, pour prolonger la vie ; le III, pour acquérir la vie du ciel, avec une Apologie pour la médecine et astrologie. Le tout composé en latin par Marsille Ficin, et traduit en françois par Guy Le Fèvre de La Boderie, Paris, A. L'Angelier, 1581
- Diverses meslanges poétiques, Paris, R. Le Mangnier, 1582
- De l'enfantement de la Vierge, Royne des vierges, imité du latin de Jacques Sannazar, gentil-homme néapolitain, par Guy Le Fèvre de La Boderie, secretaire de Monseigneur frère du Roy & son Interprete aux langues estrangeres, Paris, Abel l'Angelier, 1582 traduction/adaptation de De partu Virginis de Jacopo Sannazaro

## Éditions
- Francesco Zorzi, L'Harmonie du monde : divisée en trois cantiques, composé en latin par François Georges, traduict et illustré par Guy Le Fèvre de La Boderie, plus L'Heptaple de Jean Picus, comte de La Mirande ; translaté par Nicolas Le Fèvre de La Boderie, traduction de : De Harmonia mundi totius, Paris, Arma artis, 1978
- Diverses meslanges poetiques de Guy Le Fèvre de la Boderie, éd. critique par Rosanna Gorris, Genève, Droz, 1993
- La Galliade, 1582, de Guy Le Fèvre de La Boderie, éd. critique par François Roudaut, Paris, Klincksieck, 1994
- La Galliade ou de la révolution des arts et des sciences, de Guy Le Fèvre de La Boderie; Réimpression de l'édition de 1578, Amici Librorum, Amazon Publishing, 2024.
- L’encyclie des secrets de l'éternité, de Guy Lefèvre de La Boderie; Réimpression de l'édition de 1570, Amici Librorum, Amazon Publishing, 2024.